# Humboldt Lab Dahlem
Das Humboldt Lab Dahlem war ein Pilotprojekt für das Humboldt Forum in Berlin. Als „experimentelle Probebühne“ diente es zur Vorbereitung insbesondere der Museumsausstellungen im zukünftigen Humboldt Forum. Das Lab war ein Projekt der Kulturstiftung des Bundes und der Stiftung Preußischer Kulturbesitz und lief von 2012 bis 2015.

## Konzept
Das Humboldt Lab Dahlem lief parallel zu den Umzugsplanungen des Ethnologischen Museums und des Museums für Asiatische Kunst auf dem Weg zum Humboldt Forum. Als zeitlich begrenztes Experimentalformat versuchte es sich durch spezifische Fragestellungen und experimentelle Methoden neuen Ausstellungs- und Museumsformaten anzunähern.
Insbesondere wurden beteiligte Museumskuratoren, Gestalter, Künstler und Wissenschaftler aufgefordert, sich über ihre angestammten Rollen in Museumsprozessen hinauszubewegen und spielerisch und praxisorientiert neue Erfahrungen zu sammeln, um sie mit der Fachwelt, aber auch mit der Öffentlichkeit zu teilen. Die Ergebnisse wurden von März 2013 bis Oktober 2015 in Dahlem gezeigt. Realisiert wurden rund 30 Projekte, an denen das Publikum in sieben „Probebühnen“ in den Museen Dahlem teilhaben konnten.

## Ausgewählte Projekte
In „Spiel der Throne“ setzen sich die Künstler Konstantin Grcic, Kirstine Roepstorff, Simon Starling und Zhao Zhao mit der künstlerischen Inszenierung eines chinesischen Kaiserthrons aus der Sammlung des Museums für Asiatische Kunst (Ära Kangxi, 1662–1722) auseinander. Sie realisierten jeweils eigene Raum- und Objektkontexte, in denen sie Replika des Throns positionierten oder die Replika in Form von skulpturalen Arbeiten veränderten.
„[Offene] Geheimnisse“ wollte erkunden, wie mit sakralen Objekten in Museen umgegangen werden kann. Mit dem Berliner Studio TheGreenEyl wurden Ausstellungskonzepte erarbeitet, die sakrale Objekte zeigten, oder eben nicht zeigten, wenn sie in ihrer ursprünglichen Verfahrensweise nicht im profanen Kontext sichtbar gemacht wurden.
In „Yuken Teruya: On Okinawa“ ergänzte der aus Okinawa stammende Künstler Yuken Teruya die seit 1884 im Ethnologischen Museum bestehende Okinawa-Sammlung mit Alltagsobjekten, Kleidung und Mediendokumenten der Zeit von 1885 bis zur Gegenwart. Diese Sammlung wurde als Ergänzung zur ursprünglichen Sammlung in das Ethnologische Museum aufgenommen und präsentiert einen Blick auf die Geschichte von Okinawa, wie sie von seinen Menschen selbst erzählt wird. Die Objekte und Narrative der beiden Sammlungen verarbeitete er außerdem in einem Tanmono mit traditioneller Bingata-Technik, der dann als Kimono verarbeitet ebenfalls Teil der Sammlungen des Museums wurde.

## Humboldt Lab Tanzania
In den Beständen des Ethnologischen Museums Berlin befinden sich zahlreiche Objekte, die im Verlauf der deutschen kolonialen Herrschaft über Deutsch-Ostafrika zwischen 1885 und 1918 erbeutet oder auf andere Weise erworben wurden. Als Teil der Vorbereitungen für neue und zeitgemäße Ausstellungsformen außereuropäischer Kulturgüter im 2021 eröffneten Humboldt Forum wurde das Projekt Humboldt Lab Tanzania vom 1. Juli 2016 bis 30. Juni 2018 in Deutschland und Tansania durchgeführt.